# Natriumdibunat
Natriumdibunat (Dibunat) ist ein Arzneistoff, der zur Gruppe der Antitussiva („Hustenblocker“) gehört.

## Zusammensetzung
Natriumdibunat stellt ein Gemisch aus zwei Isomeren dar, die mit je zwei tert-Butylgruppen unterschiedlich substituiert sind:
- Natrium-3,6-di-tert-butyl-naphthalin-1-sulfonat
- Natrium-3,7-di-tert-butyl-naphthalin-1-sulfonat

## Wirkung
Man nimmt an, dass es Hustenrezeptoren im Bronchialtrakt blockiert, während andere Hustenblocker vorwiegend das Hustenzentrum im Stammhirn blockieren.
Natriumdibunat weist keine strukturelle Verwandtschaft mit anderen Antitussiva auf.